# Berezan
Berezan (ukrainsk: Березань, polsk: Berezań, russisk: Березань) er en by i Kyiv oblast (region) i Ukraine. Administrativt er den regnet som en by af regional betydning.
Byen har en befolkning på omkring 16.202 (2021).

## Historie
Berezan blev første gang nævnt i Kyiv Voivodeships krøniker i 1616. Den var en del af voivodskabet som en kongeby af Kongeriget Polens krone indtil 1667, hvor den overgik til Det Russiske Kejserrige.